# Polizei (Slowakei)

Zeichen der slowakischen Polizei

Das Polizeikorps (slowakisch Policajný zbor, Abk. PZ) ist die staatliche Polizei der Slowakei.  Sie untersteht dem slowakischen Innenministerium. Das Motto des Korps lautet Pomáhať a chrániť (Helfen und schützen). Aktueller Polizeipräsident ist seit dem 1. Dezember 2023 Ľubomír Solák (kommissarisch bereits ab dem 15. November).
Die Polizei ist unter der nationalen Notrufnummer 158 oder unter der Euronotrufnummer 112 erreichbar. Die Tätigkeit der Polizei wird im Gesetz 171/1993 Z. z. geregelt.
Daneben gibt es Stadtpolizeien (mestská polícia) sowie die Gemeindepolizei in kleinen Gemeinden (obecná polícia). Die gesetzlichen Grundlagen und die Aufgaben der slowakischen Stadtpolizei liegen in der Durchsetzung örtlicher Vorschriften (insbesondere Parkverbote und Geschwindigkeitsbegrenzungen) sowie die Überwachung der Einhaltung der Nachtruhe und öffentlichen Ordnung in der jeweiligen Gemeinde oder Stadt. Landesweit ist die Stadtpolizei unter der Telefonnummer 159 zu erreichen.

## Kennzeichnungspflicht
Siehe auch
Die Kennzeichnungspflicht für Polizeibeamte wird mithilfe von Namensetiketten und Identifikationsnummern, die beide von den Beamten sichtbar an der Uniform zu tragen sind, umgesetzt. Zusätzlich führen die Beamten einen Dienstausweis mit sich. Ausnahmen von der Kennzeichnungspflicht bestehen bei verdeckten Operationen der Polizei, beim Personen- oder Objektschutz oder wenn Gefahr für die öffentliche Sicherheit droht und abzuwenden ist. Der Einsatz in geschlossenen Verbänden fällt nach dem slowakischen Polizeirecht unter den Tatbestand der verdeckten Operation, somit tragen die Polizisten keine Kennzeichnungsmerkmale. Diese Regelung gilt für die gesamte Polizei. 

## Geschichte

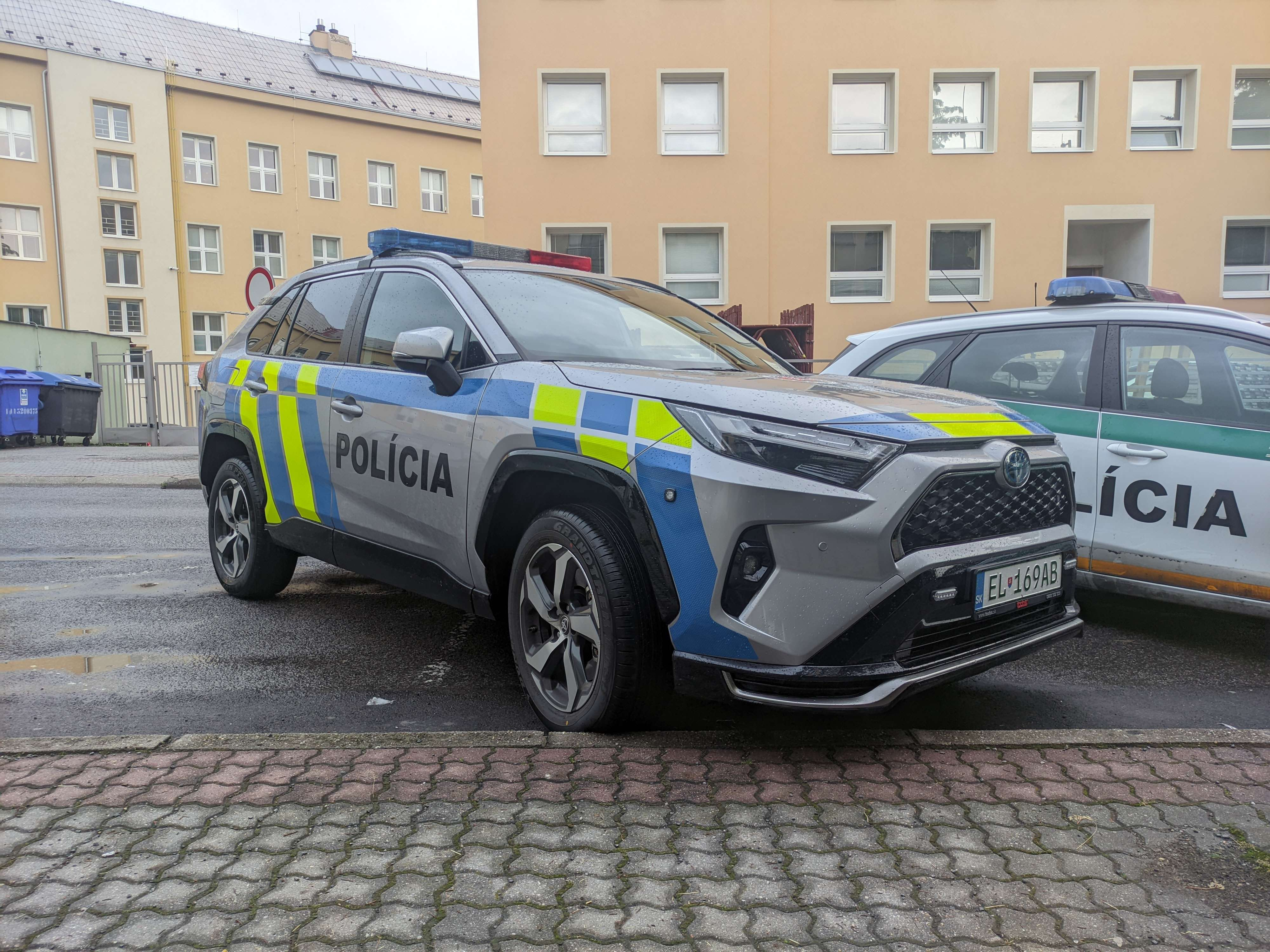
Ein elektrisch betriebener Streifenwagen der slowakischen Polizei mit 2022 eingeführter Lackierung

Sie entstand 1991 durch Umwandlung der vormaligen tschechoslowakischen Polizei Verejná bezpečnosť (VB, deutsch Öffentliche Sicherheit) im slowakischen Landesteil der ČSFR und hieß vom 1. März 1991 bis zum 31. August 1993 Policajný zbor Slovenskej republiky (PZ SR, deutsch Polizeikorps der Slowakischen Republik). Seither heißt die Polizei kurz Policajný zbor, die ursprüngliche Bezeichnung steht jedoch weiterhin im Zeichen der slowakischen Polizei.
Nach dem Mord an dem Investigativjournalisten Ján Kuciak und seiner Verlobten Martina Kušnírová im Februar 2018 hat ein Spezialgericht in der Slowakei Untersuchungshaft gegen den Ex-Polizeipräsidenten Tibor Gašpar verhängt. Auch die Ex-Chefs von Schlüsselabteilungen der staatlichen Polizei mussten nach der Gerichtsentscheidung in Untersuchungshaft.
Einheiten der slowakischen Spezialpolizei NAKA (Nationale Kriminalagentur) führten 2023 Ermittlungen wegen Machtmissbrauchs gegen ranghohe aktive und ehemalige Beamte der Nationalen Sicherheitsbehörde NBU und des Geheimdienstes SIS durch.

## Gliederung

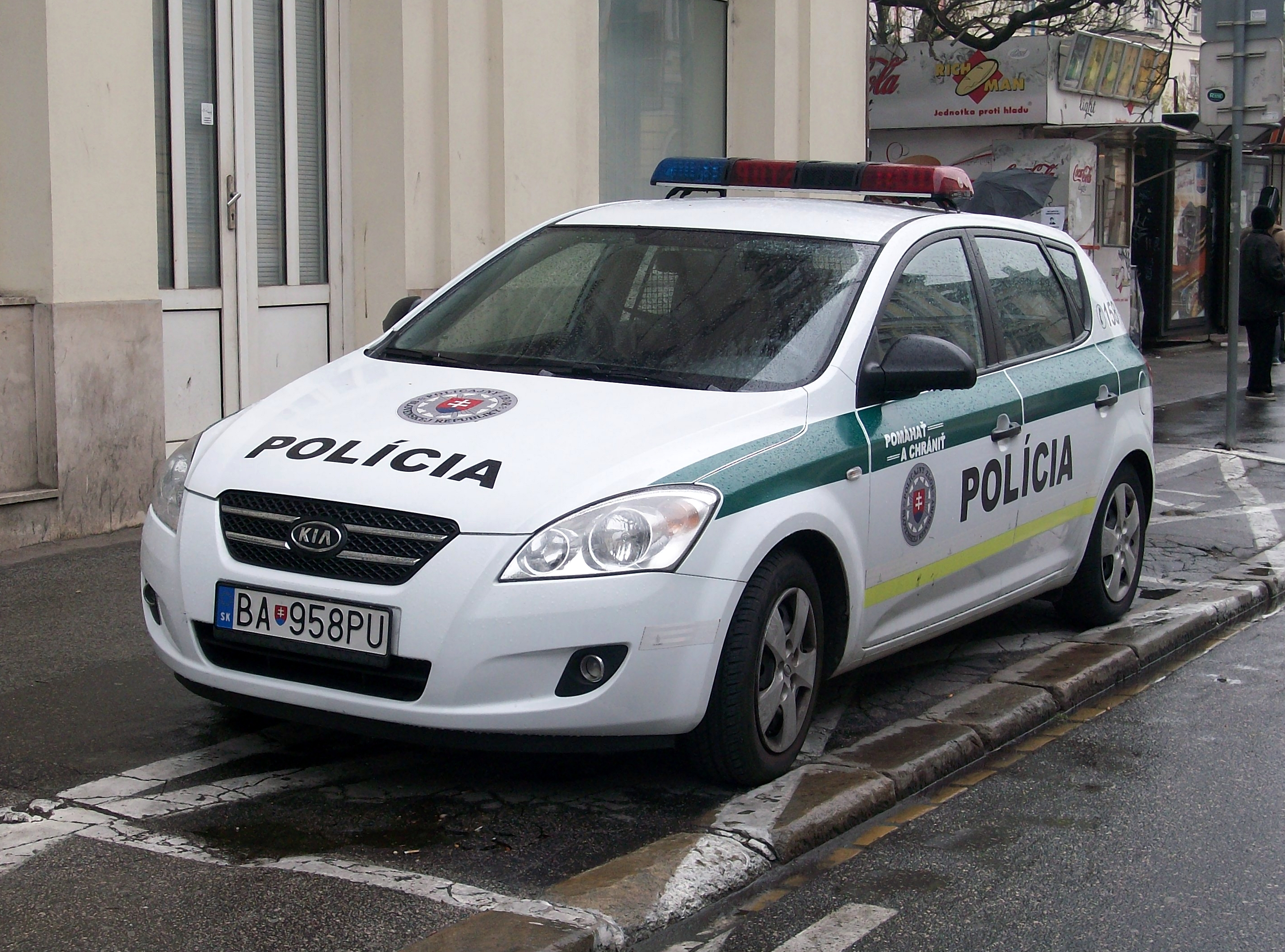
Ein Streifenwagen der slowakischen Polizei mit älterer Lackierung

Die slowakische staatliche Polizei gliedert sich in Regionaldirektionen mit je einer für die acht slowakischen Kraje, unter dem gesamtstaatlichen Polizeipräsidium. Sie unterhält unter anderem folgende Abteilungen mit gesamtstaatlicher Zuständigkeit:
- Abteilung der Kriminalpolizei
- Abteilung der Ordnungspolizei
- Abteilung der Verkehrspolizei
- Abteilung der Bahnpolizei
- Abteilung der Grenz- und Fremdenpolizei
- Abteilung für Objektschutz
- Abteilung für Ausweisen und Evidenz
- Abteilung für den Schutz von Verfassungsfunktionären
- Inspektionsdienst
- Abteilung zur besonderen Verfügung des Präsidiums (Spezialeinheit, auch als Lynx Commando bekannt)

Die Nationale Kriminalagentur (slowakisch Národná kriminálna agentúra, Abk. NAKA) untersteht direkt dem Polizeipräsidenten, mit Schwerpunkt auf Bekämpfung von Korruption und organisierter Kriminalität.

## Dienstgrade
| Dienstgrad (hodnosť) mit Abkürzung und deutscher Entsprechung | Dienstgrad (hodnosť) mit Abkürzung und deutscher Entsprechung | Dienstgrad (hodnosť) mit Abkürzung und deutscher Entsprechung |
| ------------------------------------------------------------- | ------------------------------------------------------------- | ------------------------------------------------------------- |
| strážmajster                                                  | stržm.                                                        | Wachtmeister                                                  |
| nadstrážmajster                                               | nstržm.                                                       | Oberwachtmeister                                              |
| podpráporčík                                                  | pprap.                                                        | Unterfeldwebel                                                |
| práporčík                                                     | prap.                                                         | Feldwebel                                                     |
| nadpráporčík                                                  | nprap.                                                        | Oberfeldwebel                                                 |
| podporučík                                                    | ppor.                                                         | Unterleutnant                                                 |
| poručík                                                       | por.                                                          | Leutnant                                                      |
| nadporučík                                                    | npor.                                                         | Oberleutnant                                                  |
| kapitán                                                       | kpt.                                                          | Hauptmann                                                     |
| major                                                         | mjr.                                                          | Major                                                         |
| podplukovník                                                  | pplk.                                                         | Oberstleutnant                                                |
| plukovník                                                     | plk.                                                          | Oberst                                                        |
| generál                                                       | Gen.                                                          | General                                                       |

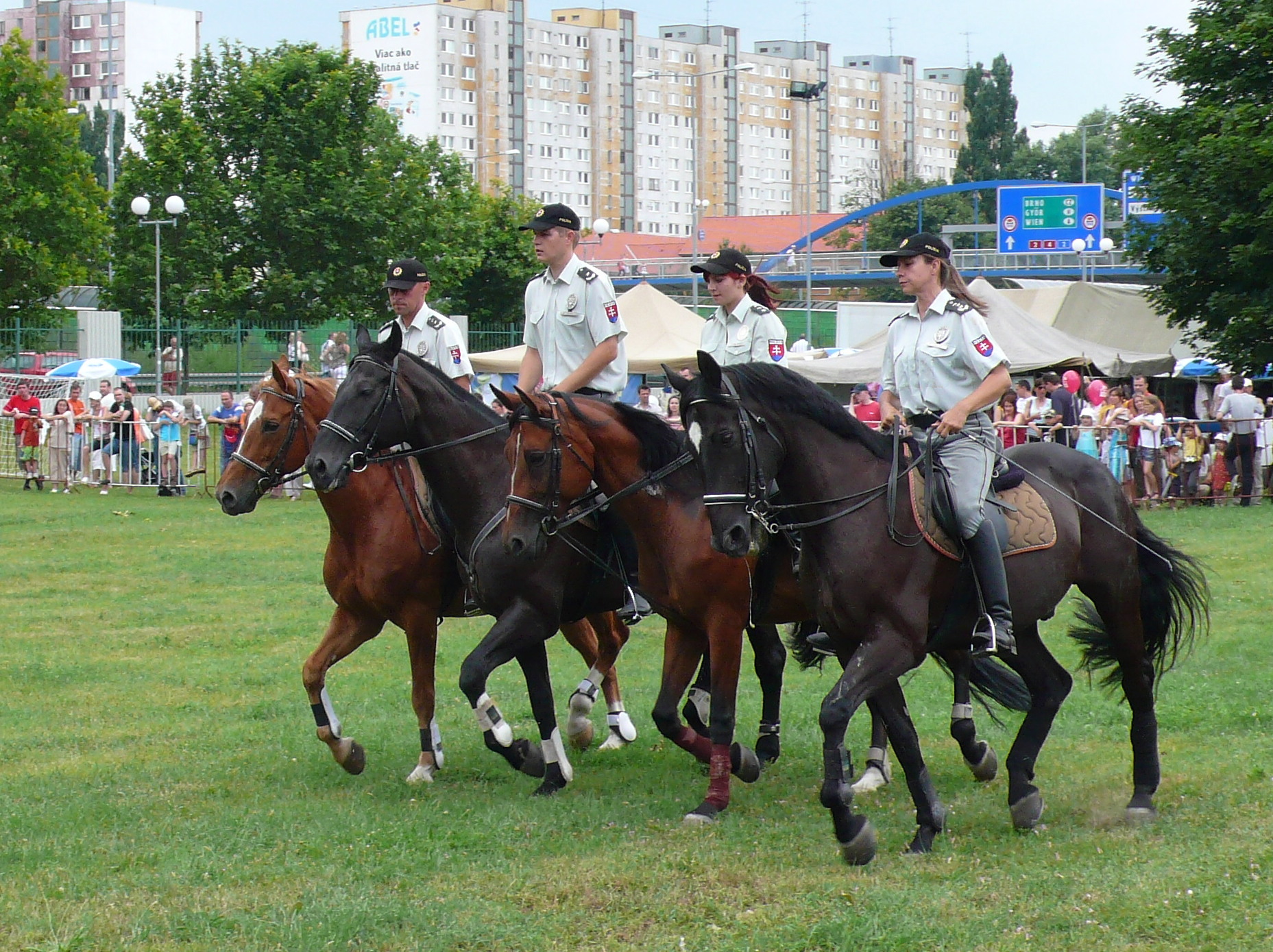
Berittene slowakische Polizisten

Früher war der unterste Dienstgrad rotný (Abk. rtn., deutsche Entsprechung Korporal), dieser wird aber seit dem 1. April 1998 nicht mehr verwendet. Alle Beamte mit diesem Dienstgrad erhielten den Dienstgrad strážmajster.